# Atletismo nos Jogos Olímpicos de Verão da Juventude de 2010 - Salto em distância feminino
As provas do salto em distância feminino do atletismo nos Jogos Olímpicos de Verão da Juventude de 2010 foram realizadas nos dias 17 (qualificatória) e 21 de agosto (finais), no Estádio Bishan, em Cingapura. 15 atletas estavam inscritas neste evento.

## Medalhistas
| Ouro   | GER Lena Malkus        |
| Prata  | ROM Alina Rotaru       |
| Bronze | USA Le'Tristan Pledger |

## Qualificatória
| Pos. | Nome                 | País               | Salto 1 | Salto 2 | Salto 3 | Salto 4 | Total | Notas | Final |
| ---- | -------------------- | ------------------ | ------- | ------- | ------- | ------- | ----- | ----- | ----- |
| 1    | Alina Rotaru         | ROM Romênia        | x       | 6.40    | x       | -       | 6.40  |       | A     |
| 2    | Kaia Soosaar         | EST Estônia        | 5.96    | x       | 6.04    | 5.80    | 6.04  |       | A     |
| 3    | Le'Tristan Pledger   | USA Estados Unidos | 6.01    | 5.61    | 6.01    | 5.66    | 6.01  |       | A     |
| 4    | Lena Malkus          | GER Alemanha       | 5.58    | x       | x       | 6.00    | 6.00  |       | A     |
| 5    | Yuka Takahashi       | JPN Japão          | 5.91    | 5.99    | 5.84    | 5.70    | 5.99  |       | A     |
| 6    | Ivona Dadic          | AUT Áustria        | 5.93    | 5.56    | 4.42    | 5.79    | 5.93  |       | A     |
| 7    | Maryke Brits         | RSA África do Sul  | 5.72    | 5.88    | 5.54    | x       | 5.88  |       | A     |
| 8    | Janieve Russell      | JAM Jamaica        | 5.71    | 5.78    | 5.87    | 5.72    | 5.87  |       | A     |
| 9    | Andressa Fidelis     | BRA Brasil         | 5.66    | 5.78    | 5.85    | 5.84    | 5.85  |       | B     |
| 10   | Anna Visibelli       | ITA Itália         | 3.85    | 5.81    | 5.19    | 5.54    | 5.81  |       | B     |
| 11   | Demii Maher-Smith    | AUS Austrália      | 5.49    | 5.54    | 5.67    | 5.67    | 5.67  |       | B     |
| 12   | Claudia Hladíková    | SVK Eslováquia     | 5.27    | x       | 5.29    | 5.61    | 5.61  |       | B     |
| 13   | Ana Martín-Sacristán | ESP Espanha        | x       | 5.51    | x       | 5.40    | 5.51  |       | B     |
| 14   | Rachel Romu          | CAN Canadá         | 5.50    | 5.45    | 5.44    | 5.44    | 5.50  |       | B     |
| 15   | Pennapa Tantragool   | THA Tailândia      | 4.91    | 5.08    | 5.07    | x       | 5.08  |       | B     |

## Finais

### Final B
| Pos. | Nome                 | País           | Salto 1 | Salto 2 | Salto 3 | Salto 4 | Total | Notas |
| ---- | -------------------- | -------------- | ------- | ------- | ------- | ------- | ----- | ----- |
| 1    | Anna Visibelli       | ITA Itália     | 5.64    | 5.93    | 5.86    | 6.00    | 6.00  |       |
| 2    | Rachel Romu          | CAN Canadá     | 5.47    | 5.69    | 5.79    | 5.58    | 5.79  |       |
| 3    | Demii Maher-Smith    | AUS Austrália  | 5.53    | 5.62    | 5.48    | 5.48    | 5.62  |       |
| 4    | Ana Martín-Sacristán | ESP Espanha    | 5.50    | 5.56    | x       | 5.52    | 5.56  |       |
| 5    | Andressa Fidelis     | BRA Brasil     | 5.43    | 5.44    | 5.19    | 5.45    | 5.45  |       |
| 6    | Claudia Hladíková    | SVK Eslováquia | 5.45    | x       | 5.42    | x       | 5.45  |       |
| 7    | Pennapa Tantragool   | THA Tailândia  | 4.99    | 5.24    | 5.21    | 5.06    | 5.24  |       |

### Final A
| Pos.              | Nome               | País               | Salto 1 | Salto 2 | Salto 3 | Salto 4 | Total | Notas |
| ----------------- | ------------------ | ------------------ | ------- | ------- | ------- | ------- | ----- | ----- |
| Medalha de ouro   | Lena Malkus        | GER Alemanha       | 6.40    | 6.36    | 4.61    | x       | 6.40  |       |
| Medalha de prata  | Alina Rotaru       | ROM Romênia        | 6.32    | 6.31    | x       | 6.38    | 6.38  |       |
| Medalha de bronze | Le'Tristan Pledger | USA Estados Unidos | 5.71    | 5.69    | 6.17    | 5.88    | 6.17  |       |
| 4                 | Kaia Soosaar       | EST Estônia        | x       | x       | 6.10    | 6.15    | 6.15  |       |
| 5                 | Yuka Takahashi     | JPN Japão          | 6.02    | 6.08    | 6.00    | 6.05    | 6.08  |       |
| 6                 | Ivona Dadic        | AUT Áustria        | 5.62    | 5.77    | 5.78    | 5.91    | 5.91  |       |
| 7                 | Janieve Russell    | JAM Jamaica        | 5.75    | x       | 5.83    | x       | 5.83  |       |
| 8                 | Maryke Brits       | RSA África do Sul  | 5.49    | 5.12    | 5.71    | x       | 5.71  |       |